# 桑梓荒原記
《桑梓荒原記》是香港作家畢華流的長篇奇幻小說。根據畢華流提及，全套書計劃有13冊，當中前6冊與白涅日朝相關，而往後6冊與白涅夜朝相關。不過由於出版社突然倒閉，目前只有前6冊正式刊行過。有報導指畢華流以十年構思此書。

## 作品文筆

### 宗教意識
《荒原三部曲》和《桑梓荒原記》中也有滲入一些基督教及儒家思想，而《桑梓荒原記》相比《荒原三部曲》則比較多用人物的遭遇間接宣揚基督教思想，並且使用「天君」的代號而非《荒原三部曲》中經常在文中直接提及「全能者」。

### 文字
作品大部分段落都以白話文寫成，讀者可以容易理解。但作品中也有部分半文言的對話，以下為一例：
鐵剪深銘道：「爭奈有家小在京，如何能捨了？」
（長劍天雷卷第五）
另外由第五卷開始，方族語中的荔區土話被明確寫成對話，而其文體類似廣東話，但並非盡同，以下為一例：
潘沾洋……操起荔區土腔道：「就算天君大老爺叫天童畀雷火劈我，我都要指住渠〈註56〉發毒誓，我無要畀你再離開我！」
〈註56：渠，荔區土話，猶言他。〉
（長劍天雷卷第五）
（以上一段文字翻譯為書面語會是：潘沾洋……操起荔區土腔道：「縱然天君命令天童使用雷火劈我，我都要指著他發毒誓，不再讓你離開我！」）

而除此特別例子之外，本系列作品中再沒有出現作者早期的廣東話夾雜情況。
而作者亦有以文言文自行創作桑梓地的詩詞、歌謠（尤其卷四）及書籍，有時候會再附上白話文翻譯。

## 與其他作品的關聯
本作品乃是由《荒原三部曲》作為基礎，擴大歷史背景重寫而成的，因此，《荒原三部曲》的三部作品：《少年遊》、《女兒行》、《妖獸陣》可說是本系列的原形，而《少年遊》及《女兒行》已知會與未出版的《少年人之卷第七》和《少女卷第八》有一定的相似。不過雖然大體上不會改變，但細節卻會改變，符合整系列的風格。而在《荒原三部曲》出現的部分人物，有些則改頭換面出現在《桑梓荒原記》中。

## 出版規格
《桑梓荒原記》系列的作品在更新資源出版社出版時被歸進「小說系列」，而每一卷的封面有一幅該卷記述人物的圖像，另加一首有關該人物的詩詞。在書脊上，每一卷都有不同的主色，中間有一部分龍的圖畫，如果將頭六卷順序排列，便能看到一條龍，代表日朝。而每一卷在小說之後，也附有該卷登場的人物名錄、桑梓地由天君大水滅古人類至開同時代的歷代興衰表、方形字對照表、該卷記述時代的大事年表，以及其他特別收錄列表。

## 各卷簡介

### 心農卷第一
- 出版日期：二零零零年七月[7]

本卷是整個《桑梓荒原記》的第一卷，也是主整個系列的楔子。除了是記下白涅日朝的開國的楔子人物，亦是方族人的精神領袖──心農的事跡，也是首先將桑梓地的世界觀呈現出來的。而本卷已提及的資料，在以後各卷將不再作旁註。畢華流本人說，本卷的寫法接近歷史。

### 崇明美麟卷第二
- 出版日期：二零零零年八月[9]

白涅王朝於本卷正式建立，本卷記述的，除了白涅崇明、白涅美麟兩人外，也包括白涅崇明的父親白涅劍棠。另外畢華流本人說，心匠也可計算在本卷記述的人物，他也稱，本卷的寫法接近傳記。

### 黑肩卷第三
- 出版日期：二零零零年十月[11]

本卷是白涅日朝開國三部曲的最後一卷。畢華流本人說，本卷的寫法接近悲劇。小說當中的黑肩因一步步被迫進死角，而一幕幕的悲劇呈現眼前。而在這卷之後，因著黑肩的犧牲，白涅日朝正式被穩固了根基，開始了日朝的盛世。

### 紫心灝源卷第四
- 出版日期：二零零一年一月[12]

本卷是一個發生在盛世的愛情故事，紫心灝源不惜千里迢迢追上愛人。畢華流本人說，本卷的寫法接近歌劇，因為在本卷中，作者加進了不少的歌謠及詩詞。

### 長劍天雷卷第五
- 出版日期：二零零一年七月[13]

本卷是國度中落的一卷，晦暗時代就是由這一卷開始。據畢華流所述，本卷的寫法是接近武俠小說的「決鬥」，而決鬥雙方主線是長劍天雷和神木堅地兩人，而副線是洛修明和匡正剛兩人。

### 潘遇羅卷第六
- 出版日期：二零零二年三月[15]

國度衰落後，在本卷則由潘遇羅協助復興。據畢華流所述，本卷的寫法是接近「說書」，整本書的回目都有短歌、最後有添穗，而且以「看官」稱呼讀者。他還表明，說書人不一定是他自己，而看官也不一定是讀者。

## 書中設定
本系列小說對虛構的世界有一對的描述，其中主要以十二寶地中的桑梓地作小說的主要舞台。

## 地理

### 十二寶地

#### 原考
根據《心農卷第一》所述，天君起先創造的土地是完整的一片的。但由於安寧氏的孫子「寮」的不義，天君滅寮及其跟隨者後，將原先的大地分成了十二片，是為十二寶地。
十二片寶地分別為虎牙、層嶼、鸞岡、銀界、金房、流沙、桑梓、列島、野原、聚川、水草水草以及澤國。

#### 簡述
1. 虎牙 - 十二寶地的第一塊，是尖銳的群山
2. 層嶼 - 十二寶地的第二塊，是層疊著的島嶼和海洋
3. 鸞岡 - 十二寶地的第三塊，是細小的山：主山脈有兩道，主山峰則有七座
4. 銀界 - 十二寶地的第四塊，是產奶之地的意思
5. 金房 - 十二寶地的第五塊，與銀界相隔著苦味湖，是產蜜之地的意思
6. 流沙 - 十二寶地的第六塊，沒有山，有石；沒有水，有油；沒有火，卻有煙。
7. 桑梓 - 十二寶地的第七塊，是方族人所居之地，亦是小說的主要舞台。北鄰水草，西面則是列島。
8. 列島 - 十二寶地的第八塊，是當中最小的地，如其名，是群島。最大的兩個島是日之島和月之島
9. 野原 - 十二寶地的第九塊，位於列島以西，上住著愛自由、愛歌舞玩樂、愛笑、也愛哭的民族。
10. 聚川 - 十二寶地的第十塊，是一巨大半島，位於野原和水草之間，有大大小小一百條河流，並四十人種。
11. 水草 - 十二寶地的第十一塊，是最大的一片地，有一大部份都是不能住人的。是蠻人、木妖和赤雷的原居地。
12. 澤國 - 十二寶地的最後一塊，是水底的大陸，有多少住民，有什麼天命仍是未知之數。

## 生物

### 梅花蠍子
梅花蠍子是桑梓地上的一種蠍子，赤螯黑尾，乍看似是一朵梅花，因而得其名。
在城主天下末年，五龍巨響攻入古琴城之際，心農的弟子連三捷行被五龍巨響的鬼獠軍所俘。在替軍隊掘坑埋屍之際，卻見屍堆中有一死母赤犭雷及其子。在其屍身下發現一未滿周歲的男嬰，遂在荒地一僻靜角落藏好男嬰並養之。
翌日，連三捷行往小洞察看男嬰，抱起餵他之際卻見男嬰背後掉下一隻被壓死的梅花蠍子。令連三捷行詫異的是，男嬰雖被梅花蠍子所螫以致左肩背一片瘀黑，男嬰卻毫無痛苦之色，反把傷害他的梅花蠍子殺死。
此時連三捷行想起有關大力神璜握的神話，而璜握在十歲時已能赤手格斃異獸。他又想起男嬰從九死得生，又在周歲之時壓死梅花蠍子，就認為懷中男嬰就是大力神璜握轉生成胎，遂即時叩謝於天君。
連三捷行所拾之男嬰，就是日後的日朝初期名將連三黑肩。

### 赤
赤是一種傳說中的類人猿的巨型生物，全身有著赤色的毛。性兇猛，會吃人。

#### 出處
畢華流在他的《桑梓荒原記 崇明美麟卷第二》故事設定中，亦加入了赤𤢗這一種動物。此外，在城主天下末年，「巨響王」五龍巨響亦將之納入其鬼獠軍下攻打桑梓地。

#### 記載
暫時只在畢華流的作品《桑梓荒原記》的卷一及卷二出現過。兩書皆表示此生物是來自極北的大別山。

## 政權

### 白涅王朝
據已出版的《桑梓荒原記》所述，白涅日朝由金龍王白涅美麟至金龍六世白涅元璽被光頂族肢解期間約共統治了桑梓地一共一百五十年；而白涅夜朝，則因為《桑梓荒原記》的出版出現阻滯，有關夜朝的六卷尚未出版，無從得知其歷史，只能從已出版的各冊中的歷代興衰表得知，與日朝一樣，統治了約共一百五十年，而當中情節可能與《荒原三部曲》相類近。而在兩朝之間曾有一段約四十年的晦暗時期，期間白涅王朝並無任何君主，政制名存實亡。

#### 君主列表
| 名稱                                                                       | 王號                                                                       | 登位年份                                                                   | 備註                                                                       | 相關書目                            |
| -------------------------------------------------------------------------- | -------------------------------------------------------------------------- | -------------------------------------------------------------------------- | -------------------------------------------------------------------------- | ----------------------------------- |
| 白涅美麟獵得黑龍首，獲擁為小金龍王，其後攻破古琴城，晉位金龍王，日朝之始   | 白涅美麟獵得黑龍首，獲擁為小金龍王，其後攻破古琴城，晉位金龍王，日朝之始   | 白涅美麟獵得黑龍首，獲擁為小金龍王，其後攻破古琴城，晉位金龍王，日朝之始   | 白涅美麟獵得黑龍首，獲擁為小金龍王，其後攻破古琴城，晉位金龍王，日朝之始   | 《崇明美麟卷第二》                  |
| 白涅美麟                                                                   | 金龍王                                                                     | 重光曆第二百九十一年 金龍王元年                                            | 金龍國度首位君主，被稱為金龍王， 開創白涅日朝                              | 《崇明美麟卷第二》                  |
| 白涅少麟                                                                   | 金龍少主(卷三) 金龍二世(卷四)                                              | 金龍王十三年翌年 金龍少主元年                                              | 繼承父親，開創了白涅日朝的盛世                                             | 《黑肩卷第三》、 《紫心灝源卷第四》 |
| 白涅鋏鳴                                                                   | 金龍三世                                                                   | 金龍二世四十四年翌年 金龍三世元年                                          | 白涅少麟的長子                                                             | 《紫心灝源卷第四》提及              |
| 從缺                                                                       | 金龍四世                                                                   | 從缺                                                                       | 《桑梓荒原記》並無提及                                                     | 無                                  |
| 白涅昌凜                                                                   | 金龍五世                                                                   | 從缺                                                                       | 荒廢朝政，於「競飲大會」被殺， 死後發生「十二貴子之亂」                    | 《長劍天雷卷第五》提及              |
| 白涅元玨                                                                   | 元玨王                                                                     | 白涅昌凜居王 第廿年後、第三十年前                                          | 為「王戚貴子」，篡得王位。                                                 | 《長劍天雷卷第五》提及              |
| 白涅元璽                                                                   | 金龍六世                                                                   | 白涅昌凜居王第三十年                                                       | 白涅昌凜之子，為白涅元玨所擁， 藉以拉攏其他貴子                            | 《長劍天雷卷第五》                  |
| 白涅元璽被光頂族殺害並肢解，日朝完結；白涅王朝無任何君主登位，晦暗時代開始 | 白涅元璽被光頂族殺害並肢解，日朝完結；白涅王朝無任何君主登位，晦暗時代開始 | 白涅元璽被光頂族殺害並肢解，日朝完結；白涅王朝無任何君主登位，晦暗時代開始 | 白涅元璽被光頂族殺害並肢解，日朝完結；白涅王朝無任何君主登位，晦暗時代開始 | 《長劍天雷卷第五》                  |
| 白涅連城                                                                   | 不適用                                                                     | 不適用                                                                     | 白涅元璽兄、白涅荷生父，其未曾稱王， 為白涅家在晦暗時代名義上的領袖。      | 《潘遇羅卷第六》提及                |
| 潘遇羅協助白涅荷生重返金龍寶座，是為長達四十二年的晦暗時代終結、夜朝之始   | 潘遇羅協助白涅荷生重返金龍寶座，是為長達四十二年的晦暗時代終結、夜朝之始   | 潘遇羅協助白涅荷生重返金龍寶座，是為長達四十二年的晦暗時代終結、夜朝之始   | 潘遇羅協助白涅荷生重返金龍寶座，是為長達四十二年的晦暗時代終結、夜朝之始   | 《潘遇羅卷第六》                    |
| 白涅荷生                                                                   | 從缺                                                                       | 晦暗時代四十二年 白涅夜朝元年                                              | 為白涅連城子， 復興金龍國度，開創白涅夜朝                                  | 《潘遇羅卷第六》                    |
| 餘下六卷尚未出版，未知夜朝歷史，但可能與《荒原三部曲》相類近。             |                                                                            |                                                                            |                                                                            |                                     |

#### 制度

##### 行政
代稱
這些代稱都是城主天下時代留傳的。城主天下時，古琴城建有八音殿，其內各殿的名稱是採用桑梓地的桑梓八音階樂譜，八個音由低至高音分別為宏、達、麗、魅、莊、霍、堂、王，因此方族人會用部分的殿名(音名)作為某部分人的代稱。
- 居王

王音是八音階中最高音，所以王音殿就在八音殿的最高處。加上字義符合，就成為了對地位最高的帝王代稱。
- 居堂

僅次於王音的第二高音，比擬為有地位的人
- 居宏

八音階中最低的音，代表無地位的普通百姓，另有「泥腿子」一稱，但為貶義。
中央官職
白涅王朝以心農《乘車歌》中的一句：「文為輔，武為軸」作為宗旨。其中，一等文輔會被稱之為「主弦」，其地位大概相當於中國古代的宰相，為居王之下，所有居堂之上；而國度最戰績輝煌的武軸被稱為「第一武軸」。
- 主弦之位，世代都是由康家所擔當。惟夜朝時的康大目、康守時及康健男等人實姓為舟子，只是其祖先有過繼到康家，得以冒姓康。[18]
- 日朝最著名的頭軸為連三黑肩

基本上所有居堂都會有各種材料製成的胸牌，按其地位高低而定，胸牌上會寫上其職稱或特定字句。
地方官職
為方便管理，日朝時桑梓地被分為十三區，而每區則設有區管和副區管，為地方行政的最高人物（京師本區除外）。相對於現實世界中國每省的省會，桑梓地在每區設有區會，是為每區的行政中心，因此區會都是十分繁榮的。而在區管和副區管以下，則有各種的小居堂，因其人數、職位眾多，所以《桑梓荒原記》只是大略提及。在夜朝時，會由十三區再擴展成十七區。

##### 紋章
根據白涅王朝的法規，所有封位，如果屬「歷世」，亦即是能夠世襲的話，就必須由一個可傳遞的紋章代表。最初，這些紋章只是代表某人的浪漫、英勇，但在白涅日朝的太平盛世中，就演變成貴族的象徵。以下為白涅日朝的部分紋章：
| 紋章樣式         | 使用者           | 備註                         |
| ---------------- | ---------------- | ---------------------------- |
| 金爪提龍首       | 白涅家           | 其事蹟參見《崇明美麟卷第二》 |
| 莫陳五星章       | 康家             | 其事蹟參見《崇明美麟卷第二》 |
| 青烏叼玉葉       | 紫心家           | 其故事參見《紫心灝源卷第四》 |
| 鵬鳥飛於沙子河上 | 北風蒙冒及其後人 | 其事蹟參見《崇明美麟卷第二》 |
| 劍盾交疊沙子河上 | 北風蒙突及其後人 | 其事蹟參見《崇明美麟卷第二》 |
| 樹林中插鋼槍     | 一展家           | 其事蹟參見《崇明美麟卷第二》 |
| 長翅膀的豹       | 八條家           | 其事蹟參見《崇明美麟卷第二》 |
| 五角形城關       | 角弓家           | 其事蹟參見《崇明美麟卷第二》 |
| 紅花紫木豎沙海   | 沙磧家           | 其事蹟參見《長劍天雷卷第五》 |

##### 經濟
貨幣
白涅王朝使用的貨幣有點類似古代中國，以金、銀、銅三種金屬作為製造物料，而因方族人以方正自居，所以貨幣都是方形的，稱之為金方、銀方、銅方，當中以銅方價值最低、最常用、流通量最多。因為在這三種貨幣上都刻有白涅家專用的金爪提龍首紋章，因此就用黑龍首作為錢財的代稱。
經商
方族人除了會在境內進行商業活動，也會與外族進行通商。基本上，經商沒有特別的限制，但在京城經商，就有特別的措施。因為當時規定居宏不得無故進入京城，如要進城，須先抵押四十個銀方，換得一張用黃紙印制的通行證，稱作「黃券」。而離開時交回黃卷，就能取回其中三十個銀方，剩下十個銀方會作為關隘稅。

##### 教育
武藝
位於中京城的講武館於白涅少麟居王時期創立，是國度重要的武官搖籃，設館正與館副作首長。在講武館內有不同的學習階段，首先是在當「廝伴」的四年內，同時接受「稍聞」的教育。完成後再進行四年「風染」，到不同的軍事部門進行實習。再以後需再考一次「戎衣試」。該試會在一個名為白麟堂的大殿進行，分別進行筆試，以及使用一種桑梓地特有的俑棋進行演練兩部分。其後會就「風染」及「戎衣試」表現進行官職的封賞及「授劍」儀式，正式成為隨君士。

##### 軍事
隨君士
隨軍士有不同的學習階段，包括「稍聞」、「風染」等，詳見教育中的武藝章節。如果正式成為隨軍士即可獲授予方正劍，其劍上刻有「方正」兩個方族字，故名。而且，隨軍士亦須尊守由兩鑑香隨編著的《隨君士約章》，表明效忠白涅家。而用作增強君威的「遠親近衛隊」，有很多人都通過隨君士的要求，而且他們真的親隨人君，所以被稱作「隨君士中的隨君士」。
兵制
士兵有區勇和京勇之分。區勇為駐守在本區以外其餘十二區的士兵，京勇則為駐守在京中本區的士兵。以京營為例，一營約為四萬五千人，騎兵和步兵各佔一萬人及三萬人，各設一總八校，每個校尉統領約一千二百五十人〈騎兵〉或三千七百人〈步兵〉。餘下約五千人，則是銀胸牌、旗手、傳訊兵、輜重兵等。當中銀胸牌，就是指在軍中負責處置不法軍士的人，因在身上戴有銀胸牌，故名。其胸牌上更寫有「軍法森寒」四字。另外亦設有草頭，亦即類似現實世界的間諜，非屬正規軍隊之列。
凱旋式
京勇如在戰事立了功，就可以使用凱旋式進京。當然，立功也有大小之分，因此凱旋式也會有所分別。
- 小凱旋式：條件為在國度域內立功，斬敵首二千以下。程序是先由銀胸牌護衛死難者裝備，隨後的是騎、步、輜重等各部的代表儀仗，朝廷會派出一名大掌執迎接。
- 大凱旋式：條件為在國度域外立功，斬敵首三千以上。程序是先由銀胸牌護衛死難者裝備，隨後的是騎、步、輜重等各部的代表儀仗，朝廷會由居王或一位王族親自迎接。

## 角色

### 心農
心農（城主天下重光曆231年至282年），是拜心祺為父的十二名閹人之一。他自小被閹入宮，城主天下時版任為禮文部圖書科，因其方正德才，人稱聖牧先生。每每上諫君主，忠心國事。他於重光曆271年古琴城八音殿發生的祭劍事件中拯救上百童子不果，遂求天君另賜百童與他教養。在重光曆272年巨響王入侵古琴城後，轉折偷生隨巨響王部將北風千重到水草地的煙魂城，終開設百童館，教養出不少國度扶君忠臣。

### 洛姓三絕
洛姓三絕是對洛沙羅、洛修明及洛孝泉三人的統稱。根據《桑梓荒原記 紫心灝源卷第四》所述，到了白涅夜朝有了洛姓三絕的說法，分別為「美絕、武絕、醫絕」。其中，「美絕」是指日朝初年名將連三黑肩的妻子洛沙羅；「武絕」是指日朝末年的十傑之一，和長劍天雷一起奔襲五鼎石堂的俠士洛修明；而「醫絕」則是指日朝白涅美麟至白涅少麟王期間，著作了共五十卷的《醫典》及其他著作如《脈理》、《心血行轉圖說》和《心葉草根莖五部總說》的著名卻疾洛孝泉。

### 姓氏
《桑梓荒原記》中的姓氏，大多都源自職業，但也有來自景色、動植物、物件，或是從本家家人的名字分拆出來的例子。

#### 原始的手藝姓氏
方族始祖古琴氏與其母長夜姬被逐出金房地時，一共有二十位跟隨他們的男僕，而當中只有六位的名字留傳下來，他們的姓氏皆由其手藝得來，是方族最原始的姓氏。

##### 打山
打山在方族語言即是狩獵的意思。此字除作動詞外也可作名詞，作為名詞的「打山」意即「獵人」。
古琴氏與其母長夜姬被逐出金房地時，二十位跟隨他們的男僕中有一位擅長狩獵，他的名字就是打山開榮。打山是方族的早期姓氏之一，是從手藝而得來的姓氏。
後世名人：
- 白涅荷生的妻子打山蜜兒、打山荔兒（《潘遇羅卷第六》）

##### 赤苗
赤苗，又名赤稻，植物。赤苗是方族人的主要糧食，相等於中國人的稻米，但其顆粒為紅色。赤苗也是方族的姓氏。
方族始祖古琴氏與其母長夜姬被逐出金房地時，二十位跟隨他們的男僕中有一位擅長農事，他的名字就是赤苗慶生。赤苗是方族的早期姓氏之一，是從手藝而得來的姓氏。
後世名人：
後世姓赤苗的名人有：豐年氏年代的名臣赤苗元簡（《心農卷第一》）、城主天下末年桑梓地黑杉區及紫杉區的大區管赤苗競雄。

##### 長劍
方族始祖古琴氏與其母長夜姬被逐出金房地時，二十位跟隨他們的男僕中有一位善用劍，他的名字就是長劍昊明。長劍是方族的早期姓氏之一，是從手藝而得來的姓氏。
後世名人：
後世姓長劍的名人有：日朝忠臣長劍天雷（《長劍天雷卷第五》）、夜朝名臣康守時的妻子長劍月影（《少年遊》、《女兒行》）。

##### 連三
連三，方族語言中是箭矢的別稱。在《桑梓荒原記 崇明美麟卷第二》第十六回則指「連三」是「形容箭的動態」。
古琴氏與其母長夜姬被逐出金房地時，二十位跟隨他們的男僕中有一位善用弓矢，他的名字就是連三白騰。連三是方族的早期姓氏之一，是從手藝而得來的姓氏。
後世名人：
- 城主天下名將連三飛雲（《桑梓荒原記 心農卷第一》）
- 日朝名將連三黑肩（璜握黑肩）（《桑梓荒原記 心農卷第一》、《桑梓荒原記 崇明美麟卷第二》、《桑梓荒原記 黑肩卷第三》）

##### 烏金
烏金，在方族語言中即是指「豬、獾、野豬」。
方族始祖古琴氏與其母長夜姬被逐出金房地時，二十位跟隨他們的男僕中有一位於流沙地馴養野獾，他的名字就是烏金宗達。烏金是方族的早期姓氏之一，是從手藝而得來的姓氏。
後世名人：
- 城主天下末年的青桃區區管烏金萬酬

##### 突井
突井，在方族語言即是掘井的意思。這也是一個方族姓氏。
古琴氏與其母長夜姬被逐出金房地時，二十位跟隨他們的男僕中有一位善於掘井，他的名字就是突井奧源。突井是方族的早期姓氏之一，是從手藝而得來的姓氏。
後世名人：
- 城主天下名臣突井萬如（《心農卷第一》）
- 日朝末期的十傑之一突井羅（《長劍天雷卷第五》）
- 夜朝建築師突井童（《妖獸陣》）。

#### 其他的手藝及職業姓氏

##### 風鑑
即是相學家（有風鑑準人）

##### 兩鑑
指兩塊鏡子，可指剪髮師或是指史學家

##### 卻疾
方族語言中意指醫生，是一個方族姓氏。
在《桑梓荒原記》中最傑出的卻疾應該是在《桑梓荒原記 紫心灝源卷第四》出場，被後世列於洛姓三絕中的「醫絕」洛孝泉。另外，《桑梓荒原記 心農卷第一》的心農及心匠也通藥理，亦可視之為卻疾。
詳參《桑梓荒原記 心農卷第一》、《桑梓荒原記 崇明美麟卷第二》（第十六回，第96頁）及《桑梓荒原記 紫心灝源卷第四》（最後樂章，第217-218頁）
後世姓卻疾的名人有：
- 卻疾淳一，日朝末期十傑之一

##### 白涅
白涅，是在畢華流作品《桑梓荒原記》中出現的方族姓氏之一，其後人開創出白涅王朝。這個姓氏在畢華流的前作《荒原三部曲》中作「白聶」。
據《桑梓荒原記》故事中有另一虛構著作《方正千字解》寫到：「涅者，用以淬染之礬可也。」因此，白涅一姓的祖先是染布人，而用其手藝作為姓氏。在現實中，涅一字的意思也是解作黑色的礦物染料，並非故事中創作出來。
白涅王朝的各個君主皆為白涅姓，當中開國的白涅美麟最為後世傳頒。

##### 衛橋
即是造橋 維修橋樑的工人

##### 舟子
操作舟船的人

##### 賣漿
販市茶水為生的人

##### 放坡
畜牧為業

#### 異族姓氏

##### 追克
追克乃木妖姓氏，根據畢華流與讀者的交談謂：追克在木妖語中意指「甲蟲」。
姓追克的名人有：五堆木妖蟲堆堆頭追克艾海（《心農卷第一》、《崇明美麟卷第二》、《黑肩卷第三》），白涅美麟的王后，追克艾海的女兒追克摩雲娜（《心農卷第一》、《崇明美麟卷第二》、《黑肩卷第三》）。

## 讀者活動
- 畢友活動
- 桑梓荒原記同人創作
- 桑梓荒原記英文化計劃